# Підводні солоні озера
Підводні солоні озера — великі області надсолоної води на дні океанічного басейну. Вода в даних утворах в 4-5 раз більш солона, ніж вода навколишньої морської води. Різниця в солоності й, відповідно, густині не дає водам змішуватися, що формує чітку границю розділення й береги такої своєрідної водойми. Озера формуються процесами соляної тектоніки, тобто рухами величезних сольових відкладень.
Підводні соляні озера поширені в Мексиканській затоці, де вони мають розміри від 1 м до 20 км. Вперше були виявлені при геологорозвідувальних роботах з використанням відеоспостереження. Подібні об'єкти, що містять токсичні для живих організмів речовини, також спостерігалися в Арктичному басейні.